# شهرستان لینگچوان (گوانگشی)
شهرستان لینگچوان (به انگلیسی: Lingchuan County) یک شهرستان در چین است که در گویلین واقع شده‌است. شهرستان لینگچوان ۲٬۳۰۱ کیلومتر مربع مساحت و ۳۸۵٬۲۰۰ نفر جمعیت دارد و ۱۵۳ متر بالاتر از سطح دریا واقع شده‌است.